# 圣罗伯·白敏堂

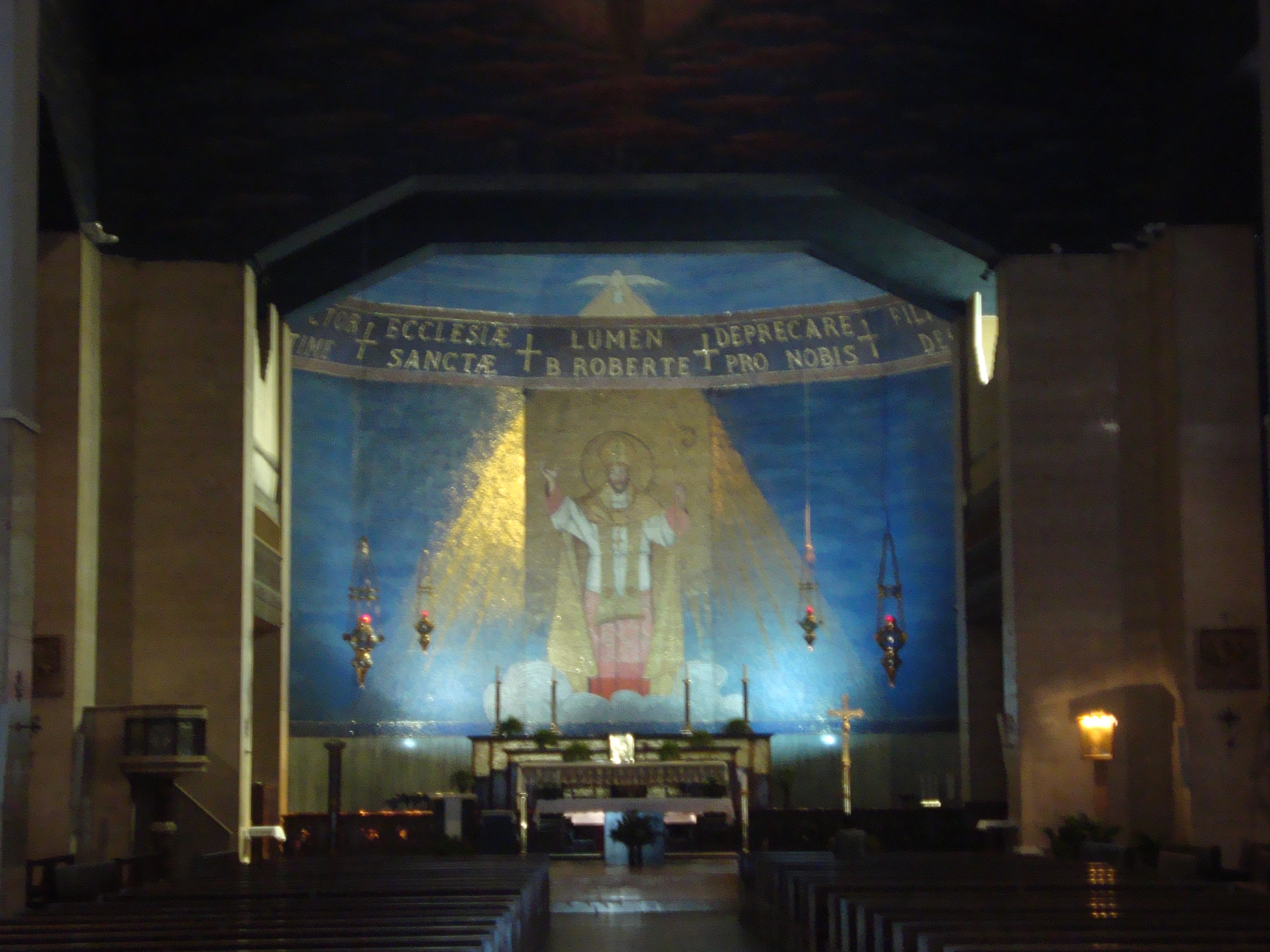
内部

圣罗伯·白敏堂（Chiesa di San Roberto Bellarmino）是罗马的一个领衔堂区，位于帕廖利区的匈牙利广场，由耶稣会士服务。该堂由教宗庇护十一世于 1933 年创建，此前耶稣会红衣主教罗伯·白敏（1542-1621 年）于 1930 年封圣，1931 年封为教会圣师。建筑师布西里维奇在 1931 年至 1933 年间进行了设计。建造历时二十多年，于 1959 年祝圣。现任枢机神父是红衣主教波利，于 2014 年 2 月 22 日被任命为枢机主教。

## 枢机主教
- 豪尔赫·马里奥·贝尔戈里奥, SJ (2001年2月21日 – 2013年3月13日; 当选为教宗方济各 )
- 玛略奥来留波利 （2014 年 2 月 22 日至今）